# 日本天文学会
公益社団法人日本天文学会（にほんてんもんがっかい）は、日本の天文学研究者を中心とする学会である。天文学の進歩及び普及を目的とする。事務局は東京都三鷹市の国立天文台三鷹キャンパス内にある。

## 沿革
- 1908年（明治41年） - 任意団体として、設立。設立発起人は、寺尾寿らによる。
- 1922年 (大正11年） - 平山信（東京天文台第2代台長）らによって、ローマ市で開催された国際天文学連合 (IAU) 第1回総会に出席。
- 1935年（昭和10年） - 文部省による承認によって、社団法人化。
- 1946年（昭和21年） - 新法によって、現在の社団法人。
- 1997年（平成8年） - 京都で IAU 総会を開催し、明仁天皇が臨席した。
- 2008年（平成20年） - 学会創立百周年を迎えた。
  - 3月21日 - 「日本天文学会創立100周年」記念切手が発行された[2]。
  - 3月24日 - 記念講演会、祝賀会が催された。
  - 4月2日 - 恒星社厚生閣によって、学会創立百年記念事業の一環として「日本の天文学の百年」を刊行。東亜天文学会を初めとして、日本の天文学者が欧米の研究者と伴に切り開いた20世紀の天文学についての文献が刊行された。

## 組織
日本天文学会では、総会・理事会・評議員会の組織を設けている。以下に概要のみを記載する。

### 理事長・会長
第1〜3代は「会長」、社団法人時は「理事長」、公益社団法人となってからの第47代以降は再び「会長」の呼称を使用している。第40代以降は1月1日を起点にして2年毎の任期制であったが、法人化移行に伴い会期の開始時期がずれたことに対応し、第47代以降は任期の起点が1月1日ではなくなっている。以下は歴代の理事長・会長の一覧である。括弧内の役職名は就任当時のものである。

#### 会長 (任意団体時)
- 初代：寺尾寿（東京天文台長）：明治41年1月19日 - 大正8年4月26日
- 第2代：平山信（東京天文台長）：大正8年4月26日 - 大正12年4月22日
- 第3代：平山清次（東京帝国大学教授）：大正12年4月22日 - 大正14年5月2日

#### 理事長
- 第4代：早乙女清房（東京帝国大学教授）：大正14年5月2日 - 昭和2年4月9日
- 第5代：平山信（東京天文台長）：昭和2年4月9日 - 昭和4年4月20日
- 第6代：平山清次（東京帝国大学教授）：昭和4年4月20日 - 昭和6年5月2日
- 第7代：早乙女清房（東京天文台長）：昭和6年5月2日 - 昭和8年5月6日
- 第8代：平山清次（東京帝国大学教授）：昭和8年5月6日 - 昭和10年4月21日
- 第9代：平山信（元 東京天文台長）：昭和10年4月21日 - 昭和12年4月17日
- 第10代：関口鯉吉（東京天文台長）：昭和12年4月17日 - 昭和14年4月23日
- 第11代：国枝元治（東京文理科大学教授）：昭和14年4月23日 - 昭和16年4月19日
- 第12代：関口鯉吉（東京天文台長）：昭和16年4月19日 - 昭和18年4月25日
- 第13代：本田親二（東京物理学校教授）：昭和18年4月25日 - 昭和20年[4]
- 第14代：関口鯉吉（東京天文台長）：昭和20年[4] - 昭和22年10月19日
- 第15-16代：萩原雄祐（東京天文台長）：昭和22年10月19日 - 昭和28年5月1日
- 第17代：宮地政司（東京大学教授）：昭和28年5月1日 - 昭和30年4月30日
- 第18代：鏑木政岐（東京大学教授）：昭和30年4月30日 - 昭和32年4月27日
- 第19代：野附誠夫（東京大学教授）：昭和32年4月27日 - 昭和34年5月15日
- 第20代：池田徹郎（緯度観測所長）：昭和34年5月15日 - 昭和36年5月12日
- 第21代：藤田良雄（東京大学教授）：昭和36年5月12日 - 昭和38年5月17日
- 第22代：一柳寿一（東北大学教授）：昭和38年5月17日 - 昭和40年5月8日
- 第23代：広瀬秀雄（東京天文台長）：昭和40年5月8日 - 昭和42年5月11日
- 第24代：清水彊（京都大学教授）：昭和42年5月11日 - 昭和44年5月21日
- 第25代：宮本正太郎（京都大学教授）：昭和44年5月21日 - 昭和46年5月19日
- 第26代：奥田豊三（緯度観測所長）：昭和46年5月19日 - 昭和48年5月17日
- 第27代：斉藤国治（東京大学教授）：昭和48年5月17日 - 昭和50年5月29日
- 第28代：弓滋（緯度観測所部長）：昭和50年5月29日 - 昭和52年5月19日
- 第29代：末元善三郎（東京天文台長）：昭和52年5月19日 - 昭和54年5月10日
- 第30代：坪川家恒（緯度観測所長）：昭和54年5月10日 - 昭和56年5月13日
- 第31代：川口市郎（京都大学教授）：昭和56年5月13日 - 昭和58年5月19日
- 第32代：古在由秀（東京天文台長）：昭和58年5月19日 - 昭和60年5月23日
- 第33代：早川幸男（名古屋大学教授）：昭和60年5月23日 - 昭和62年5月13日
- 第34代：高窪啓弥（東北大学教授）：昭和62年5月13日 - 平成元年5月17日
- 第35代：小暮智一（京都大学教授）：平成元年5月17日 - 平成3年5月16日
- 第36代：田中靖郎（宇宙科学研究所教授）：平成3年5月16日 - 平成5年5月12日
- 第37代：内田豊（東京大学教授）：平成5年5月12日 - 平成7年5月23日
- 第38代：杉本大一郎（東京大学教授）：平成7年5月23日 - 平成9年3月31日
- 第39代：奥田治之（宇宙科学研究所教授）：平成9年4月1日 - 平成10年12月31日
- 第40代：尾崎洋二（東京大学教授）：平成11年4月1日 - 平成12年12月31日
- 第41代：田原博人（宇都宮大学教授）：平成13年1月1日 - 平成14年12月31日
- 第42代：松田卓也（神戸大学教授）：平成15年1月1日 - 平成16年12月31日
- 第43代：祖父江義明（東京大学教授）：平成17年1月1日 - 平成18年12月31日
- 第44代：土佐誠（東北大学理学部教授）：平成19年1月1日 - 平成20年12月31日
- 第45代：國枝秀世（名古屋大学理学部教授）：平成21年1月1日 - 平成22年12月31日
- 第46代：岡村定矩（東京大学理学部教授）：平成23年1月1日 - 平成24年12月28日

#### 会長
- 第47代：櫻井隆（国立天文台教授）：平成24年12月28日 - 平成27年5月31日
- 第48代：市川隆（東北大学教授）：平成26年5月31日 - 平成29年6月3日
- 第49代：柴田一成（京都大学理学研究科教授）：平成29年6月3日 - 令和元年6月7日
- 第50代：梅村雅之（筑波大学教授）：令和元年6月8日 - 令和3年6月7日
- 第51代：山本智（東京大学教授）：令和3年6月12日 - 令和5年6月
- 第52代：井田茂（東京工業大学教授）：令和5年6月 -

### 理事・監事・評議員
多くの学術専門団体と同じくして、運営形態は社団法人の形を取る。理事・監事は正会員の中から選任される。任期は2年。評議員は、日本天文学会において、2年毎に正会員の投票によって半数が改選が行われる。評議員の仕事は、学会が行う各種事業の審議。任期は4年。

### 委員会・支部
各事業を行うにあたり、各事業委員会を設置している。学会の定款や規則（各委員会の規則も含む）は、日本天文学会ホームページなどに掲載されている。

### 会員
日本天文学会は正会員・準会員・団体会員・賛助会員の各会員から構成されている。会員数は2023年3月31日現在で3,358名。正会員は大学卒業程度の天文学の学識を有するか、天文学・天文観測に一定の経験があることを入会資格としており（学生は原則として大学院生（進学予定含む）以上）、入会時には正会員１名の推薦が必要。準会員は天文学会の目的に賛同し協力する会員であり、資格を問わない。賛助会員は若手研究者の育成趣旨に賛同する事業者及び個人。また、団体会員は法人か公共性のある団体。

## 主な事業

### 年会
年2回、春と秋に日本国内の大学等を会場として年会が開催され、研究者による研究発表や一般向けの講演会が行なわれる。年会の会期中には正会員による総会が開かれ、学会の運営に関する事項の議決などが行なわれる。
日本天文学会の年会では、日本国内の学会の中でいち早く保育室を設置したり、中学・高校生による天文学の研究発表のためのジュニアセッションを設けるなどの先進的な試みが注目を集めている。
今後、年会は学術機関を会場とすることのみならず、公開天文台などでも実施を行う予定。また、各地で講師派遣による講演会や教室支援を国立天文台、天文教育普及研究会、惑星協会と共同にて開催。

### メーリングリストの運営
天文学会員同士の情報交換を行うためのメーリングリスト、TENNET（天文学ネットワーク）を運営。但し、非営利目的とした利用に限られている。

### 刊行物
日本天文学会では、欧文研究報告 (Publications of the Astronomical Society of Japan, PASJ) を隔月で発行している。また、月刊誌『天文月報』を発行している。

### 賞
日本天文学会では、事業の一環として以下の各賞を授与している。
天体発見賞・天体発見功労賞
新天体を発見した観測者を表彰。
天文功労賞
観測活動によって天文学の進歩・普及に貢献した観測者を表彰。
研究奨励賞
優れた研究成果を挙げた若手の天文学研究者を表彰。
林忠四郎賞
宇宙物理学者林忠四郎からの寄付を基金とし、天文学での独創的な研究に対して授与。
欧文研究報告論文賞
PASJ に過去5年以内に掲載された論文の中で独創的かつ天文分野への寄与の大きい優れた論文に対して授与。

### 助成
日本天文学会では、会員を対象に以下のような助成事業を実施。
早川幸男基金
元理事長・早川幸男の遺族から寄せられた寄付による基金に基づき、若手研究者などへの助成を実施。
内地留学奨学金
主にアマチュア天文研究者が日本国内にある研究機関において、短期的な研究をする為の費用の一部を助成。

### 教科書編纂
日本天文学会では、篤志家から寄せられた寄付による基金に基づき、21世紀初頭における天文学研究の最前線を説明した教科書の編纂を実施。
シリーズ現代の天文学 全17巻, 日本評論社, 2007年1月〜

### 天文学辞典
2018年から、天文学辞典が立ち上げられた。日本天文学会「インターネット天文学辞典編集委員会」が運営している。

### その他
- 天文学及び天体物理学の講演会を実施する場合には、関連する専門分野の講師紹介事業を行っている。
- 世界天文年2009に向けて、国際連合教育科学文化機関、国際天文学連合、日本公開天文台協会、日本プラネタリウム協議会、天文教育普及研究会などと伴に、世界イベントと連動する形で、国内イベントの企画・準備を担当。現在は、広報などを実施。
- 国立天文台（正確には、社団法人日本天文学会）では現在、ペルーにある電波天文台の支援要請に応じて、ペルーにある電波望遠鏡の運営支援・研究協力等の活動も行っている[7]。また、各国の国立天文台や王立天文台との間で研究支援を初めとして、施設利用等による観測協力、観測機器開発協力、観測データの相互利用、更には研究者の交流等の連携を実施。
- 夜のサーチライトなどによる空への明かりを減らすことによって光害を防止し、省エネルギーと天体観測環境の保全に向けた要望を実施。空路照明・道路照明や家庭用・事業用照明などは仕方のないものであるが、宣伝目的などによって、夜空を照らす明かりを減らす事によって、より良い天体観測環境を維持し、天文科学の発展のために協力を要望している。
- 電力線を用いた情報通信ネットワーク（電力線搬送通信 : PLC）において、微弱な高周波電波が生じる。この電波が微弱な宇宙電波観測において障害となる恐れがあるため、この対策が確立する以前のPLC導入について総務省に対し強い懸念を表明している[8]。なお、ローカルエリア内での電力線を用いた情報通信ネットワークでは、ノイズフィルタ等の設置により、回避が可能なため、特に要望は行っていない。
- 2019年に日本天文遺産を創設した。